# Marcel van Meerhaeghe
Marcel Alfons Gilbert van Meerhaeghe (Wetteren, 12 de abril de 1921 - Gante, 22 de marzo de 2014) fue un economista, profesor, publicista y columnista belga. Marcel van Meerhaeghe fue profesor de Relaciones Económicas Internacionales en la Universidad Estatal de Gante. En su larga y distinguida carrera, el profesor van Meerhaeghe brindó importantes contribuciones a la economía y también a la interpretación de los acontecimientos económicos. Su rara habilidad para combinar análisis teóricos y prácticos hizo que sus trabajos científicos fueran particularmente valiosos.

## Vida y carrera
En la Universidad de Gante (Bélgica), van Meerhaeghe obtuvo una maestría en Ciencias Económicas en 1944 (primera dieta: julio) y una maestría en Ciencias Políticas y Sociología, también en 1944 (segunda dieta: septiembre).
Antes de convertirse en profesor de economía y economía internacional en la Universidad de Gante en 1957, trabajó como asesor económico en el Ministerio de Asuntos Económicos de Bélgica, como 'asesor de la facultad' de la Escuela de Defensa de la OTAN en París (1953-1954) y como asesor al Ministro de Comercio Exterior.
M. van Meerhaeghe siempre fue firme en adoptar una línea de argumentación estrictamente independiente. Por supuesto, era un individualista, podría decirse un "solitario", que coincidía con la sugerencia de A. Einstein de que la ocupación ideal para el científico teórico es la de un farero. Lamentablemente, en ocasiones fue incomprendido por personas impulsadas por la ignorancia, la superficialidad y la envidia hacia los adinerados. Un ejemplo de una regla de mejores prácticas que genera controversia cuando se declara públicamente: « Una empresa que antepone las consideraciones éticas de otras partes interesadas, como los empleados, y las empresas en segundo lugar, podría socavar el bienestar general de la empresa y sus accionistas / propietarios e incluso su empleados » (van Meerhaeghe citado por el profesor Tom Turner y la Dra. Lorraine Ryan).
M. van Meerhaeghe fue uno de los 165 profesores de economía de habla alemana que firmaron la Declaración «El euro empieza demasiado pronto» (fecha: febrero de 1998).

## Legado

### Libros
- International Economic Institutions (Longmans, Kluwer Academic Publishers, Dordrecht, 7 ediciones entre 1966 y 1998). Una reseña sobre la cuarta edición: «... aquellos lectores que buscan información fáctica en el ámbito de las organizaciones internacionales europeas y regionales tienen ahora a su disposición un nuevo y muy útil estudio de este mundo de abreviaturas y lo que hay detrás de él . » En la conclusión de la última edición, van Meerhaeghe aborda temas como la proliferación (cf. el CoCom y su sucesor) y la necesidad de racionalización y cláusulas de escape. 7.ª edición: Kluwer Academic Publishers ISBN 0-7923-8072-X; Springer ISBN 978-0-7923-8072-6.
- Price Theory and Price Policy (Longmans, London 1969).
- Economia International (Editorial Atlas, São Paulo 1976 y 1980).
- Economic Theory. A Critic's Companion (H.E. Stenfert Kroese, Amberes/Martinus Nijhoff, Boston, Lancaster 1980, 2.ª ed. 1986). 2.ª edición: Springer ISBN 978-9-4017-1367-2.

### Artículos seleccionados
- Observaciones sobre las opiniones de los nuevos países acerca de su expansión económica, Revista de Administración Pública (Buenos Aires), año V, n° 19, octubre-diciembre 1965, págs. 96–112.
- Prior Notification of Price Increases as an Instrument of Price-Stabilization Policy, Kyklos, 1968, vol. XXI, págs. 26–44.[4][5]
- Right and left - ideology and welfare state (Destra e sinistra - Ideologia e stato del benessere), Rivista Internazionale di Scienze Economiche e Commerciali, vol. XXXII (3), marzo de 1985, págs. 263–270.
- The church and the economy, Economia delle Scelte Pubbliche (Journal of Public Finance and Public Choice),[6] vol. V, 1987-2, págs. 97–104.
- Postwar economic and social trends in Europe: a comparison with the United States and Japan, Repères - Bulletin Économique et Financier, III/1991, págs. 2–20.
- The Information Policy of the European Commission, The European Journal, January 1996, vol. 3, n° 4, págs. 5-6.
- Econometrics: an appraisal, Journal of Economic Studies, agosto de 2000, vol. 27, edición. 4/5, págs. 316–325.[7] [...] no son los hechos los que deben adaptarse a la teoría, sino viceversa.
- Globalisation and Africa, Africana (Centro de Estudios Africanos e Orientales, Universidade Portucalense, Porto), marzo de 1999, n° 20, págs. 127–149.

## Opiniones
En 1972, en la reunión de la conferencia de aniversario de la Verein für Socialpolitik, el profesor van Meerhaeghe señaló : "Die Bücherbesprechungen in amerikanischen und französischen Zeitschriften sind sehr unterschiedlich. In französischen Bücherbesprechungen gibt man im allgemeinen ein Resümee über das Buch. Man spendet viel Lob, und man hofft, daß der Kollege dasselbe tun wird, wenn man einmal ebenfalls ein Buch schreibt. In amerikanischen und auch englischen Zeitungen ist das Gegenteil der Fall. Dort ist man ziemlich hart. Man kann dasselbe sagen von Diskussionen und Korreferaten. Es wäre viel leichter gewesen, hier etwas Generelles zu sagen und darzulegen: « Ja, ich bin einverstanden met a, b und c. » Aber für eine Diskussion ist es, glaube ich – ich sage nicht, daß ich recht habe – besser, anzugreifen, ein wenig Kritik zu üben."